# Lepidophyma tuxtlae
Lepidophyma tuxtlae (тустланська тропічна нічна ящірка) — вид сцинкоподібних ящірок родини нічних ящірок (Xantusiidae). Ендемік Мексики.

## Поширення і екологія
Тустланські тропічні нічні ящірки мешкають в горах Сьєрра-де-лос-Тустлас в центральному Веракрусі, а також на півночі Оахаки, на півдні веракрусу та на півночі Чіапасу. Вони живуть у вологих тропічних лісах і хмарних лісах, де трапляються під корою та серед повалених дерев. Зустрічаються на висоті від 150 до 1500 м над рівнем моря.